# Scream (musikalbum av Chris Cornell)
Scream är den amerikanske sångaren Chris Cornells tredje soloalbum, utgivet den 10 mars 2009.

## Låtförteckning
1. "Part of Me" – 5:14
2. "Time" – 4:39
3. "Sweet Revenge" – 4:10
4. "Get Up" – 3:35
5. "Ground Zero" – 3:09
6. "Never Far Away" – 5:06
7. "Take Me Alive" – 4:36
8. "Long Gone" – 5:15
9. "Scream" – 6:14
10. "Enemy" – 4:35
11. "Other Side of Town" – 4:48
12. "Climbing Up the Walls" – 4:48
13. "Watch Out" – 4:02
14. "Two Drink Minimum" (dolt spår) – 3:03

Bonusspår
1. "Ordinary Girl" – 4:33
2. "Lost Cause" – 4:20
3. "Do Me Wrong" – 2:54
4. "Part of Me (DJ Kleerup Remix)" – 5:32

## Singlar
- "Long Gone" (29 juli 2008)
- "Watch Out" (5 augusti 2008)
- "Ground Zero" (9 september 2008)
- "Scream" (9 september 2008)
- "Part of Me" (14 oktober 2008)